# Diana Jones Award
Der Diana Jones Award ist eine seit 2001 jährlich auf der amerikanischen Gen Con Games Convention vergebene Auszeichnung, die an Personen, Unternehmen und Projekte für ihre besondere Bedeutung für das Spielen als Hobby vergeben wird. Der Preis besteht aus den Resten einer in einem pyramidenförmigen Kunststoffkörper eingegossenen Kopie eines vernichteten Indiana-Jones-Rollenspielregelbuches, von dessen Titel nur noch der Teile „Diana Jones“ lesbar ist. Diana Jones ist entsprechend keine reale Person.

## Hintergrund und Geschichte

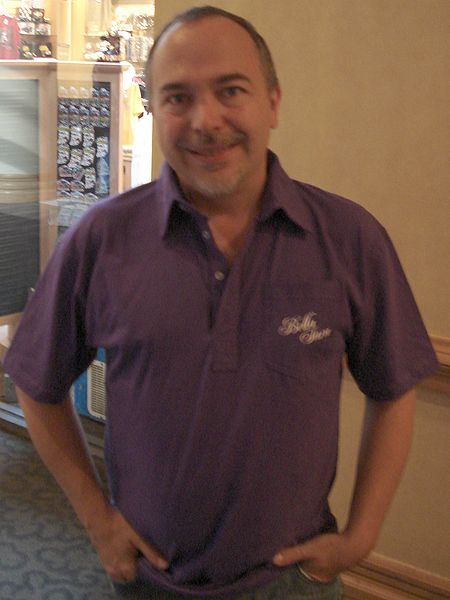
Peter Adkison war der erste Preisträger des Diana Jones Awards und gehört zu den wenigen Juroren, die öffentlich bekannt sind.

Der Diana Jones Award wurde im Jahr 2000 eingerichtet und im August 2001 zum ersten Mal vergeben. Es handelt sich um einen von einer Jury vergebenen Preis, deren Mitglieder in der Regel anonym sind und zu der unregelmäßig neue Juroren hinzukommen. Zu den Juroren, die sich öffentlich dazu bekannt haben, gehören Peter Adkison, Matt Forbeck, John Kovalic und James Wallis.
Als potenzielle Preisträger können alle Personen und Unternehmen und alle Produkte nominiert werden, die in irgendeiner Weise eine besondere Bedeutung für die Spieleindustrie und die Welt des Spieles haben. Die Jury erarbeitet aus allen Nominierungen des Jahres eine Kurzliste, aus denen sie einen Gewinner des Preises wählt. Falls die Jury keinen geeigneten Preisträger benennen kann, kann sie die Auszeichnung auch aussetzen.
Die Vorstellung der Kurzliste findet in der Regel im Frühjahr des Jahres statt, der Gewinner wird auf der jährlich stattfindenden Gen Con Games Convention in Milwaukee bekanntgegeben.

## Der Award
Die Preisträger erhalten als Award eine Trophäe, die als Wanderpreis weitergegeben wird. Die Trophäe wurde ursprünglich Mitte der 1980er Jahre im britischen Büro des Unternehmens Tactical Studies Rules (TSR) als Erinnerung an das Auslaufen der Lizenz für die Herstellung und Verbreitung des Indiana-Jones-Rollenspiels hergestellt. Nachdem die Lizenz ausgelaufen war, musste das Unternehmen alle unverkauften Kopien der Rollenspielbücher vernichten. Das letzte der vernichteten Exemplare wurde gemeinsam mit zwei Nazi-Karten in eine vierseitige Pyramide aus Polymethylmethacrylat (Perspex, PMMA) eingegossen. Die Trophäe ist zehn Zentimeter hoch und befindet sich auf einer Holzbasis. Vom ursprünglichen Titel des Rollenspiels ist nur noch „Diana Jones“ lesbar, wodurch der Preis seinen Namen erhielt.

## Preisträger und Nominierte
Die nachfolgende Liste enthält die Preisträger sowie die nominierten Personen und andere Instanzen, die auf die Kurzliste der Jury aufgenommen und damit für den Diana Jones Award nominiert wurden.
| 2001 • 2002 • 2003 • 2004 • 2005 • 2006 • 2007 • 2008 • 2009 • 2010 • 2011 • 2012 • 2013 • 2014 • 2015 • 2016 • 2017 • 2018 • 2019 • 2020 • 2021 • 2022 • 2023 • 2024 |

| Jahr | Preisträger                                                       | Entwickler, Schlüsselperson | Beschreibung |
| ---- | ----------------------------------------------------------------- | --- | --- |
| 2001 | Peter Adkison                                                     | − | CEO des Unternehmens Wizards of the Coast, in Anerkennung für seine Leistungen für die Sammelkartenspiele Magic: The Gathering und das Pokémon-Sammelkartenspiel sowie die dritte Auflage des Pen-&-Paper-Rollenspiels Dungeons & Dragons |
| 2001 | Dungeons & Dragons 3rd edition                                    | Gary Gygax, Dave Arneson | Die dritte Auflage des Pen-&-Paper-Rollenspiels Dungeons & Dragons, erschienen bei Wizards of the Coast. |
| 2001 | Mage Knight                                                       | − | Ein Strategiespiel mit sammelbaren Miniaturen, das von dem Unternehmen WizKids produziert wurde |
| 2001 | Wizard’s Attic                                                    | − | Ein Versandhandel, der sich vor allem auf den Bereich der Spiele konzentrierte und viele bisher schwer zu findende Spiele einem viel breiteren Markt zugänglich gemacht hat. |
| 2002 | Sorcerer                                                          | Ron Edwards | Ein unabhängig produziertes Rollenspiel von Ron Edwards, das in seiner ersten Ausgabe als PDF-Datei verkauft wurde und einen neuen Würfelmechanismus mitbrachte. |
| 2002 | De Profundis                                                      | Michal Oracz | Ein an die Werke von H. P. Lovecraft angelehntes Brief-Rollenspiel von Michal Oracz mit Elementen traditioneller Pen-&-Paper-Rollenspiele, erschienen bei Portal Publishing. |
| 2002 | The Dying Earth Roleplaying Game                                  | Robin Laws, John Snead und Peter Freeman | Ein Pen-&-Paper-Rollenspielsystem von Robin Laws, John Snead und Peter Freeman, erschienen bei Pelgrane Press. Das Rollenspiel baut auf die Romane und Geschichten von Jack Vance auf und setzt sie als Spiel um. |
| 2002 | Robin D. Laws                                                     | – | Robin D. Laws wurde als einer der angesehensten Autoren und Entwickler der Spieleindustrie im Bereich der Rollenspielsysteme (Rune, Pantheon) oder RPG-Versionen bestehender Genres oder Kanons (Feng Shui, Hero Wars, Dying Earth) nominiert. |
| 2003 | Nobilis, 2n Edition                                               | R. Sean Borgstrom | Ein Rollenspiel von R. Sean Borgstrom, veröffentlicht von Hogshead Publishing/Guardians of Order. |
| 2003 | Jordan Weisman                                                    | − | Als einer der Gründer von FASA Corporation und FASA Interactive war Jordan eine erfolgreiche, treibende Kraft in der Adventure-Game-Industrie. Nach dem Verkauf von FASA Interactive an Microsoft wechselte Jordan von Chicago nach Seattle, um für die Unterhaltungssoftware-Abteilung von Microsoft zu arbeiten. Er trat 2001 mit seiner neuen Firma WizKids und Mage Knight wieder in das Abenteuerspiel ein. |
| 2003 | Monte Cook                                                        | | Monte Cook arbeitet seit 1990 in der Adventure-Games-Branche, als er als Redakteur für Iron Crown Enterprises begann und deren Hero-Games-Linie leitete. Danach ging er zu TSR und, nachdem Wizards of the Coast TSR gekauft hatte, nach Seattle, wo er zu dem Team gehörte, das mit der Erstellung von Dungeons & Dragons, Third Edition, beauftragt war. Er verließ Wizards im Jahr 2001, um mit Malhavoc Press einen neuen Verlag zu gründen. Nominiert wurde er für seine Arbeit für Wizards and Malhavoc am d20-System. |
| 2003 | Neverwinter Nights                                                | − | Ein Computer-Rollenspiel von BioWare Corp., veröffentlicht bei Atari. Das Spiel nutzt das Regelsystem von Dungeons & Dragons, Third Edition, und gibt dem Spieler die Möglichkeit, eigene Abenteuer zu gestalten und sie auch als Dungeon-Meister zu moderieren. |
| 2003 | Nyambe                                                            | Chris Dolunt | Ein Regelbuch auf der Basis der d20-Systems unter Open Game License, veröffentlicht von Atlas Games. Das Buch brachte eine mythische Version von Afrika in das Fantasy-Rollenspiel, das bis dahin primär im mittelalterlichen Europa angesiedelt war. |
| 2003 | The Riddle of Steel                                               | Jake Norwood u. a. | Ein Rollenspielsystem von Jake Norwood, veröffentlicht von Driftwood Publishing. |
| 2003 | Unknown Armies, 2n Edition                                        | Greg Stolze, John Tynes | Ein Horror-Rollenspielsystem von Greg Stolze und John Tynes, erschienen bei Atlas Games. |
| 2004 | My Life with Master                                               | Paul Czege | Ein narratives Rollenspielsystem von Paul Czege, veröffentlicht bei dessen Verlag Half-Meme Press. |
| 2005 | Zug um Zug (Ticket to Ride)                                       | Alan R. Moon | Ein strategisches Brettspiel von Alan R. Moon. |
| 2006 | Irish Game Convention Charity Auctions                            | – | Eine Serie von Wohltätigkeitsauktionen im Rahmen irischer Game Conventions wie der Gaelcon und der Warpcon, organisiert vom University College Cork. |
| 2006 | The Game Chef Contest                                             | Mike Holmes, Andy Kitkowski | Der Game Chef Contest ist ein Wettbewerb für unabhängige Rollenspiele und Rollenspielsysteme, der 2002 von Mike Holmes auf der Forge-Website basierend auf einem früheren Wettbewerb von Clinton R. Nixon und Jared A. Sorensen im Gaming Outpost erfunden wurde. Weitergeführt wurde sie von Andy Kitkowski auf seiner eigenen Website. |
| 2006 | Magic: The Gathering, 9th Edition                                 | | Neunte Auflage des Sammelkartenspiels Magic: The Gathering. |
| 2006 | Perplex City                                                      | | Eine Kombination aus Alternate Reality (ARG) und Sammelkartenspiel, das von Mind Candy Ltd. veröffentlicht wurde. Das Spiel hatte eine offene Handlung und kombiniert ein rätselbasiertes Spiel und eine teilweise von der Schriftstellerin Naomi Alderman entwickelte Geschichte mit einer Online-Community. |
| 2006 | Spycraft 2.0                                                      | Patrick Kapera u. a. | Ein Rollenspielsystem von Patrick Kapera auf der Basis des d20-Systems, veröffentlicht von der Alderac Entertainment Group. |
| 2006 | Twilight Struggle                                                 | Ananda Gupta, Jason Matthews | Ein strategisches Brettspiel für zwei Spieler von Ananda Gupta und Jason Matthews, veröffentlicht von GMT Games. Das Spiel thematisiert den Kalten Krieg zwischen den beiden Weltmächten Russland und USA, die jeweils von den beiden Spielern gespielt werden. |
| 2007 | The Great Pendragon Campaign                                      | Greg Stafford | Ein Rollenspiel-Kampagnenbuch von Greg Stafford, veröffentlicht von White Wolf. Das Buch beschreibt ein Jahrhundert kontinuierliche Geschichte, bei dem jedes Jahr zu einer eigenen Rollenspiel-Kampagne werden kann. |
| 2007 | Pieces of Eight                                                   | Jeff Tidball | Ein Spiel von Jeff Tidball, veröffentlicht von Atlas Games. Bei dem Spiel bekommt jeder Spieler einen Münzstapel, der eine Piratenschiff-Mannschaft symbolisiert, und kann damit die generischen Piraten angreifen und die eigenen unterstützen. |
| 2007 | Stefan Pokorny                                                    | − | Künstler, der die Master-Maze-Miniaturenterrainserie seines Unternehmens Dwarven Forge entwickelt und gestaltet hat. Dabei handelt es sich um ein Terrain für Miniaturen, die bei Rollenspielen wie Dungeons & Dragons zum Einsatz kommen. |
| 2008 | Grey Ranks                                                        | Jason Morningstar | Ein Rollenspielsystem von Jason Morningstar über den Warschauer Aufstand gegen die deutschen Besatzungstruppen 1944. |
| 2008 | Open Design / Wolfgang Baur                                       | Wolfgang Baur | Wolfgang Baur begann seine Karriere stellvertretender Redakteur beim Dragon Magazine unter der Leitung von Roger Moore und Barbara Young und übernahm das Magazin später. Danach arbeitete er als Redakteur bei Wizards of the Coast, die er 2006 verließ, um freiberuflich zu arbeiten. Auf der von ihm gestarteten Plattform Open Design veröffentlicht Baur eine Reihe von Ideen für mögliche Projekte jeweils mit einer Finanzschwelle für jedes Projekt, um potenziellen Sponsoren eine Finanzierung zu ermöglichen. |
| 2008 | Canon Puncture                                                    | Rich Rogers, Chris Perrin und Chris Norwood | Ein Podcast von Rich Rogers, Chris Perrin, and Chris Norwood, bei dem 2007 mehrere interessante Interviews mit Spieleentwicklern wie Jared Sorensen über Red 5 Studios bis Kevin Siembieda erschienen sind. |
| 2008 | Child’s Play                                                      | Jerry “Tycho” Holkins, Mike “Gabe” Krahulik | Child’s Play ist eine Wohltätigkeitsaktion für Spieler, bei der Kinder in die Kinderkrankenhäusern mit Spielen und anderen Geschenken unterstützt werden. Es wurde 2003 von den Machern des Penny Arcade Game Review Comics, Jerry “Tycho” Holkins und Mike “Gabe” Krahulik, gegründet. |
| 2008 | Come Out and Play                                                 | | Ein Festival für die Bewegung der Persuasive oder Urban Games, die Spiele in die reale Welt verlegen (bsp. PacManhattan, Journey to the End of the Night). Das Festival fand 2006 in New York, 2007 in Amsterdam und 2008 wieder in New York statt; es besteht bis heute als regelmäßiges Event in New York City (Stand: Januar 2019). |
| 2008 | Second Person: Role-Playing and Story in Games and Playable Media | Pat Harrigan, Noah Wardrip-Fruin | Ein Fachbuch zur Rollenspiel, veröffentlicht bei MIT Press, das die Entwicklung der Rollenspielsysteme wissenschaftlich ausfarbeitet und damit den wissenschaftlichen Diskurs zu diesen Spielen eröffnet. |
| 2009 | Dominion                                                          | Donald X. Vaccarino | Ein Kartenspiel, das als erstes erfolgreiches Deck-Building-Spiel gilt. |
| 2009 | Dungeons & Dragons 4th edition                                    | Rob Heinsoo, James Wyatt, Andy Collins, Mike Mearls, Stephen Schubert | Vierte Ausgabe des Pen-&-Paper-Rollenspiels Dungeons & Dragons, erschienen bei Wizards of the Coast. |
| 2009 | Vi åker jeep / Jeepform                                           | | Vi åker jeep ist ein nordisches Rollenspiel-Kollektiv, das einen innovativen und einflussreichen Rollenspielstil entwickelt hat und das Beste aus mehreren RPG-Stilen verbinden. |
| 2009 | Mouse Guard                                                       | Luke Crane | Ein Rollenspielsystem von Luke Crane, erschienen bei Archaia Studios Press. Crane verbindet darin die grafische Gestaltung der Comicwelt mittelalterlicher Mäuse von David Petersen mit seinem Burning-Wheel-Spielsystem. |
| 2009 | Sweet Agatha                                                      | Kevin Allen, Jr. | Ein Tabletop-Spiel für zwei Personen des Spieleentwicklers Kevin Allen Jr., das im Eigenverlag erschienen ist. |
| 2010 | BoardGameGeek                                                     | – | Eine von einer Community verwaltete Datenbank für Brett- und Kartenspiele. |
| 2010 | Chaos in the Old World                                            | Eric M. Lang | Ein Brettspiel von Eric Lang, erschienen bei Fantasy Flight Games. In dem Spiel nehmen die Spieler die Rollen von vier grausamen Gottheiten ein, um die Menschheit zu zerstören. |
| 2010 | Kagematsu                                                         | Danielle Lewon | Ein Rollenspielsystem von Danielle Lewon, erschienen bei Cream Alien Games, das im historischen Japan angesiedelt ist und sich um die Legende des Ronin Kagematsu dreht. |
| 2010 | Montsegur 1244                                                    | Frederik Jensen | Ein Rollenspiel von, erschienen bei Thoughtful Games. Vor dem Hintergrund der letzten, brutalen Belagerung des katholischen Kreuzzugs gegen die Ketzerei der Katharer übernehmen die Spieler die Rolle von wahren Gläubigen, die in der Festung Montsegur gefangen sind. |
| 2011 | Fiasco                                                            | Jason Morningstar | Ein Rollenspiel von Jason Morningstar, erschienen bei Bully Pulpit Games. |
| 2011 | Catacombs                                                         | Ryan Amos, Marc Kelsy, Aron West | Ein Brett- und Geschicklichkeitsspiel von Ryan Amos, Marc Kelsy und Aron West, erschienen bei Sands of Time Games. |
| 2011 | The Dresden Files Roleplaying Game                                | Leonard Balsera u. a. | Ein Rollenspielsystem von Leonard Balsera, Jim Butcher, Genevieve Cogman, Rob Donoghue, Fred Hicks, Kenneth Hite, Ryan Macklin, Chad Underkoffler und Clark Valentine, erschienen bei Evil Hat Productions. |
| 2011 | Escape from the Aliens in Outer Space                             | Mario Porpora, Pietro Righi Riva, Luca Francesco Rossi, Nicolò Tedeschi | Ein Brettspiel von Mario Porpora, Pietro Righi Riva, Luca Francesco Rossi und Nicolò Tedeschi, erschienen bei Santa Ragione und Cranio Creations. |
| 2011 | Freemarket                                                        | Luke Crane, Jared Sorensen | Ein Rollenspiel von Luke Crane und Jared Sorensen, erschienen bei Sorencrane MCRZ. |
| 2012 | Nordic Larp                                                       | Jaakko Stenros, Markus Montola | Ein Buch von Jaakko Stenros und Markus Montola über Live Action Role Playing (LARP) in Skandinavien, erschienen bei Fëa Livia. |
| 2012 | Burning Wheel Gold (BWG)                                          | Luke Crane | Ein eigenständiges Rollenspielsystem aufbauend auf dem Vorgänger Burning Wheel (2004) von Luke Crane, erschienen bei Burning Wheel. |
| 2012 | Crowdfunding                                                      | – | Über Crowdfunding sind im Bereich der Spiele zahlreiche neue Möglichkeiten der Projektfinanzierung entstanden, besonders durch den Marktführer kickstarter.com |
| 2012 | Risk Legacy                                                       | Rob Daviau | Ein Legacy-Brettspiel von Matt Leacock, Adaption des klassischen Risiko. Risk Legacy (auf Deutsch erschienen als Risiko Evolution) gilt als das erste veröffentlichte Legacy-Spiel. |
| 2012 | Vornheim                                                          | Zak S. | Ein Rollenspiel-Regelbuch von Zak S. über Fantasy-Städte, veröffentlicht von Lamentations of the Flame Princess. |
| 2013 | TableTop                                                          | Wil Wheaton | Eine Webserie zu Brettspielen, Rollenspielen und Tabletop-Spielen von Wil Wheaton auf dem YouTube-Kanal Geek & Sundry. |
| 2013 | Dog Eat Dog                                                       | Liam Burke | Ein Rollenspielsystem von Liam Burke, erschienen bei Liwanag Press. Das Rollenspiel erschien gemeinsam mit der Asocena-Ergänzung. Das Spiel behandelt den Kolonialismus und stellt vor allem die damit verbundene Gewalt und Assimilation in den Vordergrund. |
| 2013 | Love Letter                                                       | Seiji Kanai | Ein Kartenspiel von Seiji Kanai, das vor allem für seine einfache und intrigante Mechanik nominiert wurde. |
| 2013 | Metatopia                                                         | | Eine Games Convention in Morristown, New Jersey, organisiert von Double Exposure Inc. Es handelt sich um eine Veranstaltung, bei dem Spieleautoren die Convention für Alpha-Gamer finanzieren und diese zu einem ermässigten Preis einladen. Dadurch wird die Veranstaltung teilweise zu einem Workshop und zu einer Semi-akademischen Konferenz. |
| 2013 | Playing at the World                                              | Jon Peterson | Ein Buch von Jon Peterson, erschienen bei Unreason Press. Es handelt sich um einen wissenschaftlichen Bericht über die Geschichte des Hobby-Spiels im Allgemeinen und von Dungeons & Dragons im Besonderen. |
| 2014 | Hillfolk                                                          | Robin D. Laws | Rollenspielsystem von Robin D. Laws, erschienen bei Pelgrane Press. Hillfolk baut auf dem DramaSystem von Laws auf und wurde via kickstarter finanziert. |
| 2014 | Evil Hat Productions                                              | Robert Donoghue, Fred Hicks | Ein Spieleverlag, geleitet von Robert Donoghue und Fred Hicks. Evil Hat Productions gehörte zu den ersten Verlagen, die PDF-Versionen von Spielen verkaufte und freie Lizenzen wie die Open Game License und Creative Commons nutzte, einige der Spiele wurden über Crowdfunding finanziert. |
| 2014 | Paizo Publishing                                                  | Lisa Stevens | Ein Spieleverlag, geleitet von Lisa Stevens. Der Verlag veröffentlichte mit dem Pathfinder-Rollenspiel ein Rollenspielsystem, das auf Dungeons & Dragons aufbaut und die Open Game License nutzt. Über kickstarter.com nahm Lisa Stevens zudem eine Million US$ ein, um ein Massively Multiplayer Online Game für Pathfinder zu realisieren. |
| 2014 | ROFL!                                                             | John Kovalic | Ein Familien-Kartenspiel von John Kovalic, erschienen bei Cryptozoic Entertainment. |
| 2014 | Terra Mystica                                                     | Helge Ostertag, Jens Drögemüller | Ein strategisches Brettspiel von Helge Ostertag und Jens Drögemüller |
| 2015 | Guide to Glorantha                                                | Greg Stafford, Jeff Richard und Sandy Petersen | Ein Rollenspiel-Regelwerk von Greg Stafford, Jeff Richard und Sandy Petersen, veröffentlicht von Moon Design Publications. Das Spiel wird in der von Greg Stafford entwickelten mythologischen Welt Glorantha angesiedelt. |
| 2015 | College of Wizardry                                               | Liveform, Rollespilsfabrikken | Ein Liverollenspiel eines dänisch-polnischen Teams, das sich im Stile der Harry-Potter-Bücher um eine neue Magierschule auf der Burg Tzschocha drehte. |
| 2015 | Designers & Dragons, zweite Edition                               | Shannon Appelcline | Eine Bücherreihe zur Geschichte des Pen-and-Paper-Rollenspiels und der involvierten Designer, erschienen bei Evil Hat Productions. |
| 2015 | Mysterium                                                         | Oleksandr Nevskiy, Oleg Sidorenko | Ein kooperatives Kartenspiel, in dem ein Spieler als Geist seinen Mitspielern Hinweise zur Aufklärung seines Mordes vermitteln muss. |
| 2015 | Torchbearer                                                       | Thor Olavsrud, Luke Crane | Ein Tabletop-Rollenspiel, erschienen bei Burning Wheel. |
| 2016 | Eric M. Lang                                                      | – | Ein Spieleautor, der durch zahlreiche Brettspiele bekannt wurde. Lang entwickelte unter anderem Chaos in der alten Welt, die Living-Card-Game-Serien A Game of Thrones, Star Wars und Warhammer 40,000 sowie allein im Auszeichnungsjahr Bloodborne: The Card Game, The Others: 7 Sins, Arcane Academy und HMS Dolores. |
| 2016 | ConTessa                                                          | | ConTessa ist eine Organisation, die sich dafür einsetzt, mehr Frauen zum Spielen und Erstellen von Tabletop-Rollenspielen zu bewegen. Sie begannen als Blog, der diesem Zweck gewidmet war, und entwickelten schnell eine Reihe von kostenlosen Online-Seminaren, Treffpunkten und Veranstaltungen, um Frauen in die Rollenspiele zu bringen. Seit 2015 entwickelten sie innerhalb der Gen Gen Gen, der größten Tabletop-Gaming-Konvention der Welt, einen eigenen Track. |
| 2016 | Fall of Magic                                                     | Ross Cowman | Ein geschichtenbasiertes Spiel von Ross Cowman, veröffentlicht von Heart of the Deernicorn. |
| 2016 | Larpwriter Summer School                                          | | Larpwriter Summer School und eine Veranstaltung, die von Fantasiförbundet in Norwegen und Post in Weißrussland organisiert wird. Es handelt sich um einen einwöchigen Intensivkurs zum Thema Larp-Design. |
| 2016 | Pandemic Legacy                                                   | Rob Daviau, Matt Leacock | Ein Legacy-Brettspiel von Rob Daviau und Matt Leacock. |
| 2017 | Gen Con                                                           | – | Die Gen Con ist eine der größten Games Conventions weltweit, die 2017 zum 50 Mal stattfand. Sie wurde ursprünglich in Lake Geneva, Wisconsin von Gary Gygax, Co-Autor von Dungeons & Dragons organisiert und später nach Indianapolis verlegt. |
| 2017 | The Beast                                                         | Aleksandra Sontowska, Kamil Węgrzynowicz | Ein erotisches Kartenspiel für einen Spielenden; In The Beast muss sich der Spieler vorstellen, mit einem fremden und unmenschlichen Wesen Sex zu haben und ein Tagebuch zu schreiben, das seine erotischen Begegnungen, Gedanken und Ängste beschreibt. |
| 2017 | End of the Line                                                   | Bjarke Pedersen, Juhana Pettersson und Martin Elricsson | Ein LARP von Bjarke Pedersen, Juhana Pettersson und Martin Elricsson, das auf dem Rollenspielsystem Vampyres aufbaut. |
| 2017 | Gloomhaven                                                        | Isaac Childres | Ein Legacy- und Rollenspiel-Brettspiel von Isaac Childres. |
| 2017 | The Romance Trilogy                                               | Emily Care Boss | Ein Rollenspiel von Emily Care Boss, veröffentlicht von Black & Green Games, das auf ihren Veröffentlichungen Breaking the Ice, Shooting the Moon und Under the Skin aufbaut und diese weiterentwickelt. |
| 2017 | Terraforming Mars                                                 | Jacob Fryxelius | Ein Brettspiel von Jacob Fryxelius. |
| 2018 | Actual Play                                                       | | Actual Play ist eine Bewegung von Hobby-Spielen, in denen Menschen ihre Spiele aufzeichnen und im Internet veröffentlichen. |
| 2018 | The 200 Word RPG Challenge                                        | | Ein seit 2015 jährlich stattfindender Rollenspiel-Wettbewerb, bei dem die Teilnehmer ein Rollenspielsystem mit maximal 200 Worten entwickeln. Alle Beiträge werden unter einer Creative-Commons-Lizenz veröffentlicht. |
| 2018 | Analog Game Studies                                               | | Zeitschrift, die der akademischen und populären Untersuchung von Spielen gewidmet ist, die eine wesentliche analoge Komponente enthalten. |
| 2018 | Charterstone                                                      | Jamey Stegmaier | Ein Legacy-Brettspiel von Jamey Stegmaier. |
| 2018 | Harlem Unbound                                                    | Chris Spivey | Ein Rollenspiel-Regelwerk von Chris Spivey, veröffentlicht bei Darker Hue Studios, bei dem das Rollenspiel Call of Cthulhu und Trail of Cthulhu aus dem fiktiven Innsmouth heraus und in das Harlem der 1920er-Jahre versetzt wird. |
| 2019 | Star Crossed                                                      | Alex Roberts | Ein Rollenspiel von Alex Roberts für zwei Spieler, bei dem die Geschichte einer verbotenen Liebe mit einem Jenga-Turm gespielt wird. Es wurde bei Billy Pulpit Games veröffentlicht. |
| 2019 | Dungeons & Dragons - Art & Arcana. A visual history               | Mike Witwer, Kyle Newman, Jon Peterson und Sam Witwer | Ein Kunstband, der die Geschichte und Entwicklung von Dungeons & Dragons anhand der Illustrationen nacherzählt. |
| 2019 | Holding On: The Troubled Life of Billy Kerr                       | Michael Fox und Rory O’Connor | Ein Brettspiel von Michael Fox und Rory O’Connor und veröffentlicht bei Hub Games, in dem die Spieler den Notfallpatienten Billy Kerr pflegen und dabei die Erinnerungen an sein leben kennenlernen. |
| 2019 | The Mind                                                          | Wolfgang Warsch | Ein kooperatives Kartenspiel von Wolfgang Warsch, das beim Nürnberger-Spielkarten-Verlag veröffentlicht wurde. |
| 2020 | Black Excellence in Gaming                                        | | die oft übersehenen schwarzen Profis in der Geschichte der Brettspiele bis zur Gegenwart. Namentlich genannt werden Omari Akil, Maurice Broaddus, Allie Bustion, Tanya DePass, Brandon Dixon, Julia B. Ellingboe, Jerry Grayson, Shareef Jackson, Cliff “CJ” Jones, Eric M. Lang, Eloy Lasanta, Rich Lescouflair, Brandon O’Brien, Cody Pondsmith, Mike Pondsmith, Marcus Ross & Cara Michele Ryan, Laura Simpson, Chris Spivey, Bryan Tillman, Allen Turner, Aaron Trammell, Jabari Weathers, Travis Williams und Camdon Wright. |
| 2021 | NIBCARD Games                                                     | Kenechukwu “KC” Ogbuagu | Nigerianisches Spieleunternehmen, entwirft und veröffentlicht eigene Spiele und produziert auch für andere Unternehmen, berät neue Spieleentwickler und betreibt Nigerias erstes Spiele-Café und eine jährliche Convention. |
| 2021 | Big Bad’s Con 2019 Babble On Equity Project und POC-Programm      | | Unterstützungsprogramm für People of Color zur aktiven Teilnahme an der Big Bad’s Con 2019. |
| 2021 | The Game Crafter                                                  | | Ein Print-on-Demand-Herstellungsservice für Tabletop-Spiele |
| 2021 | Mike Pondsmith                                                    | | Ein Spiel-, Rollenspiel- und Computerspielautor. Er gründete 1985 mit seiner Frau Lisa R. Talsorian Games, bei dem er seine Tabletop-Spiele Mekton, Teenagers from Outer Space, Cyberpunk, Castle Falkenstein, Cyberpunk 2020, Cyberpunk 3.0 und Cyberpunk Red veröffentlichte. Zudem entwickelte er das Buck Rogers XXVc-Rollenspiel für TSR und arbeitete an dem Computerspielen MechCommander 2, The Matrix Online und Cyberpunk 2077. |
| 2021 | Session Zero online                                               | Rachel Teng | Eine Online-Tabletop-Convention, die aus der Session Zero in Südostasien hervorgegangen ist. |
| 2021 | Wingspan                                                          | Elizabeth Hargrave | Ein Brettspiel, das bei Stonemaier Games veröffentlicht wurde. |
| 2022 | Ajit George                                                       | | Ein Aktivist, der sich für eine repräsentativere Hobby-Spieleindustrie einsetzt. 2016 half er dabei, zum ersten Mal in der Geschichte der GenCon Geschlechterparität und eine stärkere Repräsentation von POCs und LGBTQ+ zu erreichen. Er ist aktiv dabei, Chancengleichheit für People of Color in der Spieleindustrie voranzutreiben. Als Spieleautor war er der erste Autor indischer Herkunft, der indisch inspiriertes Material für eine Reihe von Spielen geschrieben hat, darunter Dungeons & Dragons Van Richten's Guide to Ravenloft, und er konzipierte mit Journeys Through the Radiant Citadel das erste Buch in der Geschichte von Dungeons & Dragon, das komplett von POCs geschrieben wurde. |
| 2022 | Across RPGSEA                                                     | Bianca Canoza (momatoes) | Eine Website und ein Newsletter für südostasiatische Rollenspiele. |
| 2022 | Haunted West                                                      | | Ein Weird-West-Rollenspiel mit Fokus auf marginalisierte Menschen, veröffentlicht von Darker Hue Studios. |
| 2022 | Mothership                                                        | | Ein Weltraum-Horror-Rollenspiel, das von seiner Community angetrieben wird, veröffentlicht von Tuesday Knight Games. |
| 2023 | Coyote & Crow                                                     | Connor Alexander | Ein Rollenspiel, das in einem alternativen Universum spielt, in dem der Kolonialismus nicht existiert. Das Spiel stellt die Traditionen und Kulturen der amerikanischen Ureinwohner in seiner Welt in den Vordergrund und ermutigt die Spieler, sich Geschichten auszudenken, die den westlichen Kanon des Geschichtenerzählens, der heute in RPGs allgegenwärtig ist, in Frage stellen. |
| 2023 | Linda Codega                                                      | | eine queere, nicht-binäre Journalistin und Kritikerin, die sich auf Tabletop-Spiele spezialisiert hat, sowie eine Autorin spekulativer Fiktion und Tabletop-Spiele-Designerin. Ihre investigative Berichterstattung für io9 über die geplante Aufhebung der Open Gaming License durch Wizards of the Coast führte zu einer weitreichenden Überprüfung des offenen Spiels. Daraufhin veröffentlichte Wizards die Grundregeln von Dungeons & Dragons unter einer unwiderruflichen Creative-Commons-Lizenz und eröffnete einen neuen Dialog über die Zukunft des Spiels mit Fans und Entwicklern. |
| 2023 | Journeys through the Radiant Citadel                              | Justice Ramin Arman, Dominique Dickey, Ajit A. George, Basheer Ghouse, Alastor Guzman, D. Fox Harrell, T.K. Johnson, Felice Tzehuei Kuan, Surena Marie, Mimi Mondal, Mario Ortegón, Miyuki Jane Pinckard, Pam Punzalan, Erin Roberts, Terry H. Romero und Stephanie Yoon. | eine Sammlung von dreizehn kurzen, eigenständigen Dungeons & Dragons-Abenteuern, die mit der „Radiant Citadel“ verbunden sind, einer Bastion der Hoffnung, die im unendlichen Nebel der Ätherischen Ebene schwebt. |
| 2023 | Rosenstrasse                                                      | Moyra Turkington, Jessica Hammer | Ein freies Tabletop-Szenario mit einer klar definierten historischen Geschichte, die das Leben von vier Paaren von Männern und Frauen unter dem enger werdenden Würgegriff von Nazi-Deutschland aufzeigt. |
| 2023 | Cole Wehrle                                                       | | Ein Spieleautor, Kreativdirektor bei Leder Games und Mitbegründer von Wehrlegig Games. Von ihm stammen Spiele wie Root und Oath, Pax Pamir und andere historischen Spiele. |
| 2024 | United Paizo Workers                                              | | Die Gewerkschaft United Paizo Workers ist die erste ihrer Art in der Tabletop-Rollenspielbranche und besteht aus Beschäftigten von Paizo, Inc. Sie wurde im Rahmen des CODE-CWA-Projekts der Communication Workers of America organisiert, um Beschäftigte in der Technologie- und Spieleindustrie zu unterstützen, die sich für Veränderungen einsetzen, und wurde von der Paizo-Geschäftsführung freiwillig anerkannt. |
| 2024 | Adepticon                                                         | | Ein Treffen für Miniaturenspiele im Mittleren Westen der Vereinigten Staaten. |
| 2024 | Ami Baio                                                          | | Ein Spieleentwickler und Inhaber von Pink Tiger Games |
| 2024 | Fastaval                                                          | | Eine RPG- und Brettspiel-Veranstaltung in Dänemark |
| 2024 | TTRPGs for Trans Rights in Florida                                | Rue Dickey | Ein von Rue Dickey organisiertes Wohltätigkeitsbündel |

## Belege
1. 1 2 3 4  
About the Diana Jones Award, Beschreibung auf der offiziellen Website; abgerufen am 28. Juni 2018.
2. ↑  
Charlie Hall: Tabletop gaming's most coveted trophy is a burned book. Who is Diana Jones? auf polygon.com, 10. August 2016; abgerufen am 28. Juni 2018.
3. ↑  Canon Puncture, offizielle Website (eingestellt 2009); abgerufen am 30. Januar 2019.
4. ↑  Child’s Play, offizielle Website; abgerufen am 30. Januar 2019.
5. ↑  Come Out and Play, offizielle Website; abgerufen am 30. Januar 2019.
6. ↑  Pat Harrigan, Noah Wardrip-Fruin (Hrsg.): Second Person: Role-Playing and Story in Games and Playable Media. MIT Press, 2007.
7. ↑  BoardGameGeek, offizielle Website; abgerufen am 31. Januar 2019.
8. ↑  TableTop, offizielle Website; abgerufen am 31. Januar 2019.
9. ↑  Jon Peterson: Playing at the World: A History of Simulating Wars, People, and Fantastic Adventure from Chess to Role-Playing Games. Unreason Press, 2012.
10. ↑  The 200 Word RPG Challenge, offizielle Website; abgerufen am 27. Januar 2019.
11. ↑  Analog Game Studies, offizielle Website; abgerufen am 27. Januar 2019.
12. ↑  Harlem Unbound (Memento des Originals vom 31. Januar 2019 im Internet Archive)  Info: Der Archivlink wurde automatisch eingesetzt und noch nicht geprüft. Bitte prüfe Original- und Archivlink gemäß Anleitung und entferne dann diesen Hinweis. auf der Website von Darker Hue Studios; abgerufen am 27. Januar 2019.
13. ↑  Star Crossed. Billy Pulpit Games, abgerufen am 15. Oktober 2019 (englisch).
14. ↑  Art & Arcana. In: Dungeons & Dragons. Wizards of the Coast, archiviert vom Original (nicht mehr online verfügbar) am 15. Oktober 2019; abgerufen am 15. Oktober 2019 (englisch).  Info: Der Archivlink wurde automatisch eingesetzt und noch nicht geprüft. Bitte prüfe Original- und Archivlink gemäß Anleitung und entferne dann diesen Hinweis.
15. ↑  Holding On: The Troubled Life of Billy Kerr. Hub Games, abgerufen am 15. Oktober 2019 (englisch).